# Папюс
Папюс (Papus) (13 юли 1865 – 25 октомври 1916) е псевдоним на Жерар Анкос (на френски: Gérard Encausse), френски окултист, кабалист и лекар.

## Биография
Папюс е роден с истинско име Жерар Анкос на 13 юли 1865 г. в Ла Коруня, Испания, от майка испанка и баща французин. На 4-годишна възраст се преместват в Париж.
От ранна възраст се интересува от Кабала, таро, магия и алхимия, като е особено повлиян от френския езотерик Елифас Леви. През 1887 г. за кратко става член на Теософското общество на Елена Блаватска, но на следващата година основава собствена езотерична група и издава сп. „Инициация“ (L'Initiation), просъществувало до 1914 г. През 1894 г. става доктор по медицина в Парижкия университет, с дисертация върху философия на анатомията. Основател и участник в няколко езотерични общества.
Посещава Русия през 1901, 1905 и 1906 г., като целта е изнасяне на лекции, но същевременно консултира като лекар и езотерик император Николай II и императрица Александра. В по-късната си кореспонденция с тях, неколкократно ги предупреждава за влиянието на Григорий Распутин върху тях. Има слухове, че е предсказал смъртта на император Николай II.
По време на Първата световна война присъства на бойните полета като лекар и по свидетелства на сина му лекувал както френските, така и немските войници. Там заболява от туберкулоза и умира на 25 октомври 1916 г. в Париж.

## Произведения
- L'Occultisme Contemporain (1887)
- Le Tarot des Bohémiens (1889)
- L'Occultisme (1890)
- Traité méthodique de Science Occulte (1891)
Практическа магия, изд. „Атика“ (2005), прев. Ленко Веселинов
- La Science Des Mages (1892)
- Anarchie, Indolence et Synarchie (1894)
- Le Diable et l'Occultisme (1895)
- Traité Méthodique de La Magie Pratique (1898)
- La Kabbale (1903)
Кабала : Наука за бога, вселената и човека, изд. „Аратрон“ (1994, 1998), прев. Ангел Цветков
- Le Tarot Divinatoire (1909)